# Dear Hongrang
Dear Hongrang (koreanischer Originaltitel: 탄금) ist eine südkoreanische Serie, basierend auf dem Roman Tangeum: Swallowing Gold von Jang Da-hye. Die Serie wurde am 16. Mai 2025 weltweit auf Netflix veröffentlicht.

## Handlung
Die Handlung, welche zur Zeit der Joseon-Dynastie angesiedelt ist, folgt der Geschichte von Hong-rang und seinem Umfeld. Hong-rang wurde in eine einflussreiche Kaufmannsfamilie hineingeboren und verschwand im Kindesalter spurlos. Mehr als ein Jahrzehnt vergeht, bis Hong-rang plötzlich und ohne Erinnerung an die letzten Jahre wieder auftaucht. Während ein Teil der Familie überglücklich über die Rückkehr von Hong-rang ist, hegt die andere Hälfte Zweifel an der Identität des jungen Mannes. Im Laufe der Erzählung offenbaren sich die Abgründe innerhalb der Familie, die sich in der Vergangenheit aufgetan haben und Einfluss auf die Gegenwart nehmen, während sich ein Familienmitglied auf die Suche nach der Wahrheit begibt, um die Geschehnisse um Hong-rang aufzuklären. 

## Besetzung und Synchronisation
Die deutschsprachige Synchronisation entstand nach den Dialogbüchern von Lars Waltl, Tobias J. Becker und Timo R. Schouren sowie unter der Dialogregie von Lars Waltl durch die Synchronfirma Interopa Film in Berlin.

### Hauptdarsteller
| Rolle                | Schauspieler   | Synchronsprecher        |
| -------------------- | -------------- | ----------------------- |
| Sim Hong-rang        | Lee Jae-wook   | Julian Tennstedt        |
| Sim Hong-rang (jung) | Seo Woo-jin    | Oskar Makino            |
| Sim Jae-yi           | Cho Bo-ah      | Victoria Frenz          |
| Sim Jae-yi (jung)    | Kim Ji-yul     | Clara Matthias          |
| Sim Mu-jin           | Jung Ga-ram    | Tobias John von Freyend |
| Sim Yeol-guk         | Park Byung-eun | Peter Lontzek           |
| Min Yeon-ui          | Uhm Ji-won     | Giuliana Jakobeit       |

### Nebendarsteller
| Rolle                         | Schauspieler    | Synchronsprecher      |
| ----------------------------- | --------------- | --------------------- |
| Bang Ji-ryeon                 | Park Myung-hoon | Marc Dresander        |
| Choi Ju-yeol                  | Kim In-ha       | Sebastian Kluckert    |
| Choi Myung-seok               | Cho Jung-keun   | Axel Strothmann       |
| Hong Pan-seo                  | Jo Moon-eui     | Matthias Scherwenikas |
| Kim Gwaeng-pyo                | Chae Dong-hyun  | Sebastian Kaufmane    |
| Ko Ye-yeong                   | Kim Da-ye       | Patricia Strasburger  |
| Min Hong-sik                  | Lee Kyu-sung    | Imme Aldag            |
| Min Jang-hyo                  | Nam Myung-ryul  | Martin Schubach       |
| Mun Gyu-ha                    | Song Jae-hee    | Robert Glatzeder      |
| Mun Kkot-nim                  | Lee Ga-ryeong   | Uschi Hugo            |
| Jo Bang-suk                   | Jo Jae-yun      | Uve Teschner          |
| Yu Do-ryeong                  | Cha Yoo-hyun    | Sam Bauer             |
| Song Su-nam                   | Ko Dong-ha      | Melina Witez          |
| Balssagae / „Lumpenhäuptling“ | Shin Soo-ho     | Julien Haggège        |
| Buk-soe                       | Lim Su-hwan     | Julian Trostorf       |
| Bu-yeong                      | Choi Hyung-tae  | Armin Schlagwein      |
| Dok-gae                       | Kwon Hae-sung   | Alexander Gier        |
| Du-ryeong                     | Kim Ba-da       | Felix Kamin           |
| Eon-nyeon                     | Kim Dan-yul     | Vanessa Wirth         |
| Eul-bun                       | Kim Su-a        | Nurija Böll           |
| Jjo-kkan                      | Kim Bo-yoon     | Sarah Tkotsch         |
| Jjuk-jeong / „Teekanne“       | Lim Jae-hyeok   | Vincent Fallow        |
| Mak-rye                       | Kwon Soon-mi    | Karolina Nägele       |
| Mu-bu / „Knochenbrecher“      | Lee Kwan-hoon   | Daniel Welbat         |
| Ti-kkeul / „Schmutzfink“      | Jang Yoo-sang   | Patrick Keller        |
| Bo-pul / „Fussel“             | Oh Woo-ri       | Luisa Wietzorek       |
| Yuk-son                       | Choi Young-woo  | Christopher Arndt     |
| Alter Mann                    | Choi Jong-ryul  | Alexander Hauff       |
| Auktionator                   | Park No-gyeong  | Jan Makino            |
| Chu                           | Park Joo-yong   | Levin Jäger           |
| Großprinz Han-pyeong          | Kim Jae-wook    | Arne Stephan          |
| Kaufmann Baek                 | Yoon Jong-won   | Alexander Prince Osei |
| Kaufmann Mun                  | Kim Ik-tae      | Oliver Nitsche        |
| Lady Jeong                    | Lee Seung-bi    | Damineh Hojat         |
| Madam Gwigokja                | Park Ji-ah      | Alexandra Wilcke      |
| Informant                     | Oh Moon-kang    | Mathias Kopetzki      |
| Vice-Master                   | Park Wan-kyu    | Oliver Siebeck        |
| Mutter von Eul-bun            | Park Mi-hyun    | Irina Wrona           |
| Vater von Ko Ye-yeong         | Son Kyung-won   | Marco Wittorf         |
| Verwandte von Sim Hong-rang   | Jo Hyun-im      | Antje von der Ahe     |

## Episodenliste
| Nr.                                                                        | Deutscher Titel                                          | Originaltitel                       |
| -------------------------------------------------------------------------- | -------------------------------------------------------- | ----------------------------------- |
| 1                                                                          | Regenbogen-Hong, leuchtender Rang – mein Bruder Hongrang | 무지개 홍, 밝을 랑 - 내 아우 홍랑   |
| 2                                                                          | Die, die unsere Welt gestohlen hat                       | 세상을 앗아간 설인                  |
| 3                                                                          | Die authentischste Nachbildung                           | 진품 같은 가품                      |
| 4                                                                          | Unsere Narben im Spiegel                                 | 거울처럼 비치는 상흔                |
| 5                                                                          | Wenn blinde Augen klar sehen                             | 가릴수록 선명해지는, 눈가림         |
| 6                                                                          | Nichts für Mu, Abschluss für Jin – Bruder Mu-jin         | 없을 무, 다할 진 - 오라버니 무진    |
| 7                                                                          | Tosende Wellen                                           | 휘몰아치는 파동                     |
| 8                                                                          | Unvollkommene Jae, scheidende Yi – mein Name ist Jae-yi  | 이지러질 재, 떠날 이 - 내 이름 재이 |
| 9                                                                          | Die lebendige Opfergabe                                  | 살아있는 소품                       |
| 10                                                                         | Ein bittersüßer Abschied                                 | 닿지 못할 인사                      |
| 11                                                                         | Für immer und ewig                                       | 영원토록, 영영                      |
| Am 16. Mai 2025 wurden alle Episoden der Serie bei Netflix veröffentlicht. |                                                          |                                     |